# Heintze (Adelsgeschlecht)

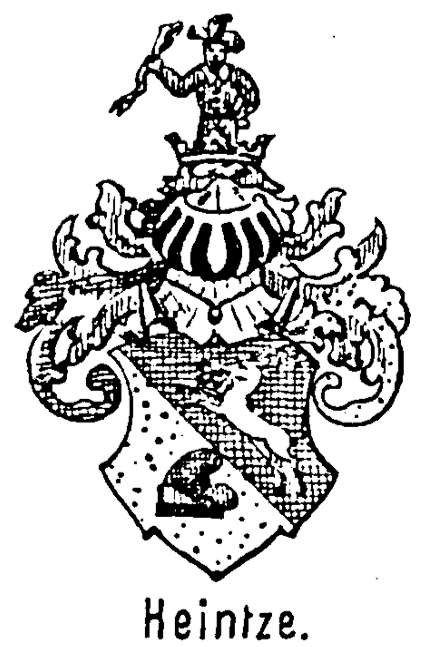
Wappen in Paul Fritsch: Alte Görlitzer Geschlechter und die Wappen derselben

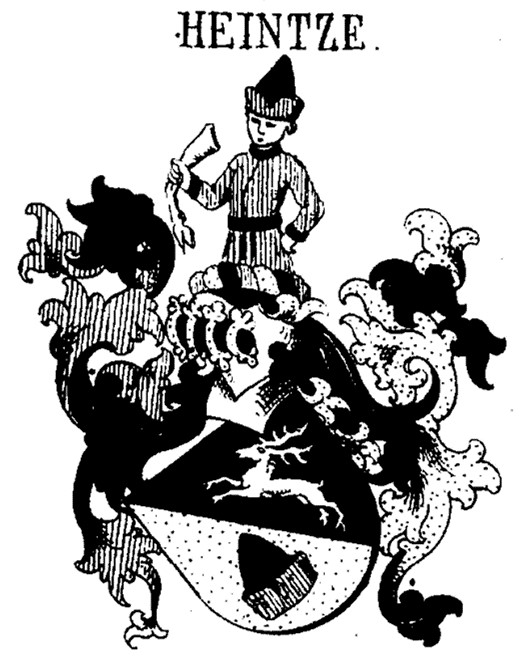
Wappen in Konrad Blažek: J. Siebmacher’s großes und allgemeines Wappenbuch

Heintze ist der Name einer Görlitzer Familie, die in der frühen Neuzeit nachweisbar ist. Der Stadthauptmann Gregor Heintze wurde im Jahr 1608 von Kaiser Rudolf II. geadelt.

## Geschichte
Die Geschichte beginnt bei Marcus Heintze, Ratsherr in Görlitz im Jahr 1489. Er bewohnte das Haus am Untermarkt 3 in Görlitz. Als nächster Besitzer ist im Jahr 1495 der spätere reiche Großhändler Hans Frenzel vermerkt. Marcus war im Jahr 1490 nach Freystadt gezogen.
Ebenso zur Familie gehörten Martin Heintze, 1509 Lehrer der Görlitzer Stadtschule, Paul Heintze, seit 1511 Ratsherr in Görlitz, und Georg (auch: Gregor) Heintze aus Weimar. Letzterer war ein „weitberühmter“ Stadthauptmann und Görlitzer Ratsherr von 1606 bis an sein Lebensende. Am 16. oder 26. Juli 1608 empfing er von Kaiser Rudolf II. aus Prag einen Wappenbrief. Er starb im Jahr 1623. Er hatte zwei Kinder, Hans und Anna.
Hans wurde am 21. Februar 1630 in Glogau erstochen.
Anna heiratete Gregor Gobius. Aus diesem Grund ist das Heintze’sche Wappen in der Gobius’schen Gruft verewigt. Wie auf dem Epitaph ihres Ehemanns verlautet, überlebten nur zwei Töchter ihrer neun gemeinsam Kinder.

## Wappen
Das Wappen der Familie wurde abgebildet von Konrad Blažek in Siebmacher’s Wappenbuch und vom Görlitzer Schriftsteller Paul Fritsch.
Es ist schräg geteilt und zeigt oben in schwarz einen naturfarbenen Hirsch mit Echtem Ehrenpreiskraut im Maul, und unten in gold einen schwarzen, rot aufgeschlagenen Heidenhut. Kleinod: auf dem schwarz-rot-goldenen Bund ein rot gekleideter Mann mit schwarzem Kragen und Aufschlägen, auf dem Kopf der Heidenhut. Seine linke Hand ist in die Seite gestützt, in der rechten hält er einen Vorderlauf (Vorderbein) eines Hirsches. Decken: schwarz-rot und schwarz-golden.
Dieses Wappen ist auf der Gobius’schen Gruft abgebildet.

## Trivia

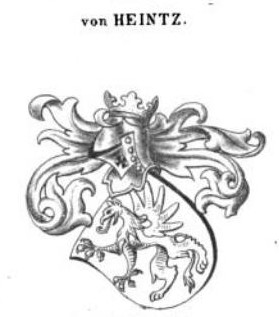
Wappen der Familie Heintz bzw. Heintze in Siebmachers Wappenbuch (1878)

Leopold von Ledebur erwähnte das Geschlecht im ersten Band (1855) des Adelslexicons der Preußischen Monarchie als Heintz und fügte dieser Beschreibung im dritten Band (1858) die Blasonierung eines Wappens (In Silber ein Greif) hinzu, das von aktuellerer Literatur abweicht. Diese abweichende Blasonierung entspricht auch der Beschreibung in verschiedenen Ausführungen von Siebmachers Wappenbuch der Jahre 1857 bzw. 1878, die noch ein „Weitere[s] unbekannt[es]“ Wappen ansprechen.
Ernst Heinrich Kneschke nahm Ledebur als Quelle und schloss sich ihm im Neuen allgemeinen deutschen Adels-Lexicon (1861) an. Kneschke ergänzte „dem Wappen nach“ entsprosse der kursächsische Generalmajor Friedrich Leopold von Heintz dem Oberlausitzer Geschlecht Heintze.